# Campeonato Argentino Juvenil 2019
El Campeonato Argentino Juvenil de 2019 fue un torneo para los seleccionados juveniles de las uniones regionales afiliadas a la Unión Argentina de Rugby. Las primeras dos divisiones del torneo, la Zona Campeonato y la Zona Ascenso, se disputaron en la categoría M18 y se llevaron a cabo entre el 9 de marzo y el 12 de abril de 2019. La tercera división del torneo, la Zona Desarrollo (Select 12), se disputó en la categoría M17 y se llevó a cabo el 15 y 17 de marzo en Villa Carlos Paz, Provincia de Córdoba.
Por segundo año consecutivo, la ciudad de Santa Fe fue elegida como sede del concentrado (las últimas tres fechas del torneo) bajo la organización de la Unión Santafesina de Rugby. Las sedes fueron las mismas que en 2018: el Club Universitario de Santa Fe (tercera fecha), el Club de Rugby Ateneo Inmaculada (semifinales) y el Santa Fe Rugby Club (finales). El concentrado sirvió también a modo preparación para el Campeonato Mundial de Rugby Juvenil 2019, a disputarse en junio del mismo año en Rosario y Santa Fe.
La Unión de Rugby de Buenos Aires se quedó con el campeonato al derrotar 37-20 en la final a la Unión Cordobesa de Rugby.
 Los Teritos, la selección juvenil invitada de Uruguay, ganó la Zona Ascenso en su primera temporada y consiguió el ascenso a la Zona Campeonato de la siguiente temporada.

## Equipos participantes
Participaron de esta edición veintiocho equipos: ocho en la Zona Campeonato, ocho en la Zona Ascenso y doce en la Zona Desarrollo (Select 12).
| División                               | Equipo              | Unión                                                |
| -------------------------------------- | ------------------- | ---------------------------------------------------- |
| Zona Campeonato 8 equipos              | Buenos Aires        | Unión de Rugby de Buenos Aires                       |
| Zona Campeonato 8 equipos              | Córdoba             | Unión Cordobesa de Rugby                             |
| Zona Campeonato 8 equipos              | Cuyo                | Unión de Rugby de Cuyo                               |
| Zona Campeonato 8 equipos              | Mar del Plata       | Unión de Rugby de Mar del Plata                      |
| Zona Campeonato 8 equipos              | Rosario             | Unión de Rugby de Rosario                            |
| Zona Campeonato 8 equipos              | Salta               | Unión de Rugby de Salta                              |
| Zona Campeonato 8 equipos              | Santa Fe            | Unión Santafesina de Rugby                           |
| Zona Campeonato 8 equipos              | Tucumán             | Unión de Rugby de Tucumán                            |
| Zona Ascenso 8 equipos                 | Chubut              | Unión de Rugby del Valle del Chubut                  |
| Zona Ascenso 8 equipos                 | Entre Ríos          | Unión Entrerriana de Rugby                           |
| Zona Ascenso 8 equipos                 | Nordeste            | Unión de Rugby del Nordeste                          |
| Zona Ascenso 8 equipos                 | Oeste               | Unión de Rugby del Oeste de Buenos Aires             |
| Zona Ascenso 8 equipos                 | San Juan            | Unión Sanjuanina de Rugby                            |
| Zona Ascenso 8 equipos                 | Santiago del Estero | Unión Santiagueña de Rugby                           |
| Zona Ascenso 8 equipos                 | Sur                 | Unión de Rugby del Sur                               |
| Zona Ascenso 8 equipos                 | Uruguay             | Unión de Rugby del Uruguay                           |
| Select 12 (Zona Desarrollo) 12 equipos | Alto Valle          | Unión de Rugby del Alto Valle de Río Negro y Neuquén |
| Select 12 (Zona Desarrollo) 12 equipos | Andina              | Unión Andina de Rugby                                |
| Select 12 (Zona Desarrollo) 12 equipos | Austral             | Unión de Rugby Austral                               |
| Select 12 (Zona Desarrollo) 12 equipos | Chile               | Federación Deportiva Nacional de Rugby               |
| Select 12 (Zona Desarrollo) 12 equipos | Formosa             | Unión de Rugby de Formosa                            |
| Select 12 (Zona Desarrollo) 12 equipos | Jujuy               | Unión Jujeña de Rugby                                |
| Select 12 (Zona Desarrollo) 12 equipos | Lagos del Sur       | Unión de Rugby de los Lagos del Sur                  |
| Select 12 (Zona Desarrollo) 12 equipos | Misiones            | Unión de Rugby de Misiones                           |
| Select 12 (Zona Desarrollo) 12 equipos | Paraguay            | Unión de Rugby del Paraguay                          |
| Select 12 (Zona Desarrollo) 12 equipos | San Luis            | Unión de Rugby San Luis                              |
| Select 12 (Zona Desarrollo) 12 equipos | Santa Cruz          | Unión Santacruceña de Rugby                          |
| Select 12 (Zona Desarrollo) 12 equipos | Tierra del Fuego    | Unión de Rugby de Tierra del Fuego                   |

En cursiva los seleccionados internacionales invitados.

## Zona Campeonato

### Zona 1
| Pos. | Equipos      | Partidos | Partidos | Partidos | Tantos | Tantos | Tantos | Pts. |
| Pos. | Equipos      | G        | E        | P        | PF     | PC     | DP     | Pts. |
| ---- | ------------ | -------- | -------- | -------- | ------ | ------ | ------ | ---- |
| 1.°  | Buenos Aires | 2        | 0        | 1        | 94     | 24     | +70    |      |
| 2.°  | Córdoba      | 2        | 0        | 1        | 75     | 63     | +12    |      |
| 3.°  | Tucumán      | 1        | 0        | 2        | 57     | 96     | -39    |      |
| 4.°  | Santa Fe     | 1        | 0        | 2        | 28     | 71     | -43    |      |

|  | Clasifica a Semifinales (1.° al 4.° puesto) |
|  | Clasifica a Semifinales (5.° al 8.° puesto) |

| 9 de marzo | Santa Fe | 0 - 24  | Buenos Aires | Universitario (SF), Santa Fe |  |
|            |          | Reporte |              |                              |  |

| 9 de marzo | Córdoba | 36 - 25 | Tucumán | Jockey Club (C), Córdoba                       |                                                |
|            |         | Reporte |         | Árbitro(s): Nehuen Jauri Rivero (Buenos Aires) | Árbitro(s): Nehuen Jauri Rivero (Buenos Aires) |

| 16 de marzo | Tucumán | 27 - 7  | Santa Fe | Old Lions RC, Santiago del Estero        |                                          |
|             |         | Reporte |          | Árbitro(s): Esteban Filipanics (Córdoba) | Árbitro(s): Esteban Filipanics (Córdoba) |

| 16 de marzo | Buenos Aires | 17 - 19 | Córdoba | Asociación Alumni, Tortuguitas |  |
|             |              | Reporte |         |                                |  |

| 31 de marzo | Tucumán | 5 - 53  | Buenos Aires | Universitario (SF), Santa Fe |  |
|             |         | Reporte |              |                              |  |

| 31 de marzo | Santa Fe | 21 - 20 | Córdoba | Universitario (SF), Santa Fe |  |
|             |          | Reporte |         |                              |  |

### Zona 2
| Pos. | Equipos       | Partidos | Partidos | Partidos | Tantos | Tantos | Tantos | Pts. |
| Pos. | Equipos       | G        | E        | P        | PF     | PC     | DP     | Pts. |
| ---- | ------------- | -------- | -------- | -------- | ------ | ------ | ------ | ---- |
| 1.°  | Cuyo          | 3        | 0        | 0        | 70     | 29     | +41    |      |
| 2.°  | Rosario       | 2        | 0        | 1        | 63     | 63     | +0     |      |
| 3.°  | Salta         | 1        | 0        | 2        | 55     | 63     | -8     |      |
| 4.°  | Mar del Plata | 0        | 0        | 3        | 27     | 60     | -33    |      |

|  | Clasifica a Semifinales (1.° al 4.° puesto) |
|  | Clasifica a Semifinales (5.° al 8.° puesto) |

| 9 de marzo | Salta | 21 - 0  | Mar del Plata | Tigres Rugby Club, Salta                  |                                           |
|            |       | Reporte |               | Árbitro(s): Martín Córdoba (Buenos Aires) | Árbitro(s): Martín Córdoba (Buenos Aires) |

| 9 de marzo | Rosario | 10 - 21 | Cuyo | Jockey Club (R), Rosario                 |                                          |
|            |         | Reporte |      | Árbitro(s): Esteban Filipanics (Córdoba) | Árbitro(s): Esteban Filipanics (Córdoba) |

| 16 de marzo | Cuyo | 25 - 5  | Salta | Marista Rugby Club, Luján de Cuyo              |                                                |
|             |      | Reporte |       | Árbitro(s): Nehúen Jauri Rivero (Buenos Aires) | Árbitro(s): Nehúen Jauri Rivero (Buenos Aires) |

| 16 de marzo | Mar del Plata | 13 - 15 | Rosario | CUDS, Mar del Plata                       |                                           |
|             |               | Reporte |         | Árbitro(s): Mauricio Escalante (Misiones) | Árbitro(s): Mauricio Escalante (Misiones) |

| 31 de marzo | Cuyo | 24 - 14 | Mar del Plata | Universitario (SF), Santa Fe        |                                     |
|             |      | Reporte |               | Árbitro(s): Agustín Monje (Rosario) | Árbitro(s): Agustín Monje (Rosario) |

| 31 de marzo | Salta | 29 - 38 | Rosario | Universitario (SF), Santa Fe |  |
|             |       | Reporte |         |                              |  |

### Fase final
|  | Semifinales  | Semifinales  | Semifinales |         |              | Final            | Final            | Final            |  |
|  |              |              |             |         |              |                  |                  |                  |  |
|  |              |              |             |         |              |                  |                  |                  |  |
|  | Buenos Aires | Buenos Aires | 36          |         |              |                  |                  |                  |  |
|  | Buenos Aires | Buenos Aires | 36          |         |              |                  |                  |                  |  |
|  | Rosario      | Rosario      | 17          |         |              |                  |                  |                  |  |
|  | Rosario      | Rosario      | 17          |         | Buenos Aires | Buenos Aires     | 37               |                  |  |
|  |              |              |             |         | Buenos Aires | Buenos Aires     | 37               |                  |  |
|  |              |              | Córdoba     | Córdoba | 23           |                  |                  |                  |  |
|  | Cuyo         | Cuyo         | Córdoba     | Córdoba | 23           | 13               |                  |                  |  |
|  | Cuyo         | Cuyo         |             |         |              | 13               |                  |                  |  |
|  | Córdoba      | Córdoba      | 26          |         |              | Final 3.° puesto | Final 3.° puesto | Final 3.° puesto |  |
|  | Córdoba      | Córdoba      | 26          |         |              | Final 3.° puesto | Final 3.° puesto | Final 3.° puesto |  |
|  |              |              |             |         |              |                  |                  |                  |  |
|  |              |              |             |         |              | Rosario          | Rosario          | 17               |  |
|  |              |              |             |         |              | Rosario          | Rosario          | 17               |  |
|  |              |              |             |         |              | Cuyo             | Cuyo             | 43               |  |
|  |              |              |             |         |              | Cuyo             | Cuyo             | 43               |  |
|  |              |              |             |         |              |                  |                  |                  |  |

|  | Semifinales (5.° al 8.° puesto) | Semifinales (5.° al 8.° puesto) | Semifinales (5.° al 8.° puesto) |       |         | Final 5.° puesto | Final 5.° puesto | Final 5.° puesto |  |
|  |                                 |                                 |                                 |       |         |                  |                  |                  |  |
|  |                                 |                                 |                                 |       |         |                  |                  |                  |  |
|  | Tucumán                         | Tucumán                         | 46                              |       |         |                  |                  |                  |  |
|  | Tucumán                         | Tucumán                         | 46                              |       |         |                  |                  |                  |  |
|  | Mar del Plata                   | Mar del Plata                   | 12                              |       |         |                  |                  |                  |  |
|  | Mar del Plata                   | Mar del Plata                   | 12                              |       | Tucumán | Tucumán          | 26               |                  |  |
|  |                                 |                                 |                                 |       | Tucumán | Tucumán          | 26               |                  |  |
|  |                                 |                                 | Salta                           | Salta | 51      |                  |                  |                  |  |
|  | Salta                           | Salta                           | Salta                           | Salta | 51      | 39               |                  |                  |  |
|  | Salta                           | Salta                           |                                 |       |         | 39               |                  |                  |  |
|  | Santa Fe                        | Santa Fe                        | 17                              |       |         | Final Descenso   | Final Descenso   | Final Descenso   |  |
|  | Santa Fe                        | Santa Fe                        | 17                              |       |         | Final Descenso   | Final Descenso   | Final Descenso   |  |
|  |                                 |                                 |                                 |       |         |                  |                  |                  |  |
|  |                                 |                                 |                                 |       |         | Mar del Plata    | Mar del Plata    | 25               |  |
|  |                                 |                                 |                                 |       |         | Mar del Plata    | Mar del Plata    | 25               |  |
|  |                                 |                                 |                                 |       |         | Santa Fe         | Santa Fe         | 40               |  |
|  |                                 |                                 |                                 |       |         | Santa Fe         | Santa Fe         | 40               |  |
|  |                                 |                                 |                                 |       |         |                  |                  |                  |  |

Semifinales (1.° al 4.° puesto)
| 3 de abril | Buenos Aires | 36 - 17 | Rosario | CRAI, Santa Fe |  |
|            |              | Reporte |         |                |  |

| 3 de abril | Cuyo | 13 - 26 | Córdoba | CRAI, Santa Fe |  |
|            |      | Reporte |         |                |  |

Semifinales (5.° al 8.° puesto)
| 3 de abril | Tucumán | 46 - 12 | Mar del Plata | CRAI, Santa Fe |  |
|            |         | Reporte |               |                |  |

| 3 de abril | Salta | 39 - 17 | Santa Fe | CRAI, Santa Fe |  |
|            |       | Reporte |          |                |  |

Final
| 6 de abril | Buenos Aires | 37 - 23 | Córdoba | Santa Fe Rugby Club, Santa Fe |  |
|            |              | Reporte |         |                               |  |

Final 3.° puesto
| 6 de abril | Rosario | 17 - 43 | Cuyo | Santa Fe Rugby Club, Santa Fe |  |
|            |         | Reporte |      |                               |  |

Final 5.° puesto
| 6 de abril | Tucumán | 26 - 51 | Salta | Santa Fe Rugby Club, Santa Fe |  |
|            |         | Reporte |       |                               |  |

Final Descenso
| 6 de abril | Mar del Plata | 25 - 40 | Santa Fe | Santa Fe Rugby Club, Santa Fe |  |
|            |               | Reporte |          |                               |  |

|                      |
| Buenos Aires Campeón |

## Zona Ascenso

### Zona 3
| Pos. | Equipos             | Partidos | Partidos | Partidos | Tantos | Tantos | Tantos | Pts. |
| Pos. | Equipos             | G        | E        | P        | PF     | PC     | DP     | Pts. |
| ---- | ------------------- | -------- | -------- | -------- | ------ | ------ | ------ | ---- |
| 1.°  | Uruguay             | 2        | 1        | 0        | 76     | 49     | +27    | 11   |
| 2.°  | Santiago del Estero | 2        | 0        | 1        | 86     | 60     | +26    | 11   |
| 3.°  | Nordeste            | 1        | 1        | 1        | 77     | 79     | -2     | 6    |
| 4.°  | Chubut              | 0        | 0        | 3        | 42     | 93     | -51    | 0    |

|  | Clasifica a Semifinales (9.° al 12.° puesto)  |
|  | Clasifica a Semifinales (13.° al 16.° puesto) |

| 9 de marzo | Nordeste | 30 - 19 | Chubut | Taragüy Rugby Club, Corrientes |  |
|            |          | Reporte |        |                                |  |

| 9 de marzo | Uruguay | 22 - 17 | Santiago del Estero | Estadio Charrúa, Montevideo |  |
|            |         | Reporte |                     |                             |  |

| 16 de marzo | Santiago del Estero | 31 - 18 | Nordeste | Santiago Lawn Tennis, Santiago del Estero |  |
|             |                     | Reporte |          |                                           |  |

| 16 de marzo | Chubut | 3 - 25  | Uruguay | Bigornia Club, Rawson |  |
|             |        | Reporte |         |                       |  |

| 31 de marzo | Santiago del Estero | 38 - 20 | Chubut | Universitario (SF), Santa Fe |  |
|             |                     | Reporte |        |                              |  |

| 31 de marzo | Nordeste | 29 - 29 | Uruguay | Universitario (SF), Santa Fe |  |
|             |          | Reporte |         |                              |  |

### Zona 4
| Pos. | Equipos    | Partidos | Partidos | Partidos | Tantos | Tantos | Tantos | Pts. |
| Pos. | Equipos    | G        | E        | P        | PF     | PC     | DP     | Pts. |
| ---- | ---------- | -------- | -------- | -------- | ------ | ------ | ------ | ---- |
| 1.°  | San Juan   | 2        | 1        | 0        | 117    | 64     | +53    | 12   |
| 2.°  | Entre Ríos | 2        | 0        | 1        | 84     | 57     | +27    | 9    |
| 3.°  | Oeste      | 1        | 1        | 1        | 87     | 76     | +11    | 7    |
| 4.°  | Sur        | 0        | 0        | 3        | 42     | 133    | -91    | 1    |

|  | Clasifica a Semifinales (9.° al 12.° puesto)  |
|  | Clasifica a Semifinales (13.° al 16.° puesto) |

| 9 de marzo | Oeste | 25 - 25 | San Juan | Club Los Miuras, Junín |  |
|            |       | Reporte |          |                        |  |

| 9 de marzo | Sur | 15 - 21 | Entre Ríos | Santa Rosa Rugby, Santa Rosa |  |
|            |     | Reporte |            |                              |  |

| 16 de marzo | San Juan | 55 - 22 | Sur |  |  |
|             |          | Reporte |     |  |  |

| 16 de marzo | Entre Ríos | 46 - 5  | Oeste | Paraná Rowing Club, Paraná |  |
|             |            | Reporte |       |                            |  |

| 31 de marzo | Entre Ríos | 17 - 37 | San Juan | Universitario (SF), Santa Fe |  |
|             |            | Reporte |          |                              |  |

| 31 de marzo | Oeste | 57 - 5  | Sur | Universitario (SF), Santa Fe |  |
|             |       | Reporte |     |                              |  |

### Fase final
|  | Semifinales Ascenso | Semifinales Ascenso | Semifinales Ascenso |          |         | Final Ascenso       | Final Ascenso       | Final Ascenso     |  |
|  |                     |                     |                     |          |         |                     |                     |                   |  |
|  |                     |                     |                     |          |         |                     |                     |                   |  |
|  | Uruguay             | Uruguay             | 15                  |          |         |                     |                     |                   |  |
|  | Uruguay             | Uruguay             | 15                  |          |         |                     |                     |                   |  |
|  | Entre Ríos          | Entre Ríos          | 7                   |          |         |                     |                     |                   |  |
|  | Entre Ríos          | Entre Ríos          | 7                   |          | Uruguay | Uruguay             | 32                  |                   |  |
|  |                     |                     |                     |          | Uruguay | Uruguay             | 32                  |                   |  |
|  |                     |                     | San Juan            | San Juan | 24      |                     |                     |                   |  |
|  | San Juan            | San Juan            | San Juan            | San Juan | 24      | 17                  |                     |                   |  |
|  | San Juan            | San Juan            |                     |          |         | 17                  |                     |                   |  |
|  | Santiago del Estero | Santiago del Estero | 17                  |          |         | Final 11.° puesto   | Final 11.° puesto   | Final 11.° puesto |  |
|  | Santiago del Estero | Santiago del Estero | 17                  |          |         | Final 11.° puesto   | Final 11.° puesto   | Final 11.° puesto |  |
|  |                     |                     |                     |          |         |                     |                     |                   |  |
|  |                     |                     |                     |          |         | Entre Ríos          | Entre Ríos          | 26                |  |
|  |                     |                     |                     |          |         | Entre Ríos          | Entre Ríos          | 26                |  |
|  |                     |                     |                     |          |         | Santiago del Estero | Santiago del Estero | 27                |  |
|  |                     |                     |                     |          |         | Santiago del Estero | Santiago del Estero | 27                |  |
|  |                     |                     |                     |          |         |                     |                     |                   |  |

|  | Semifinales (13.° al 16.° puesto) | Semifinales (13.° al 16.° puesto) | Semifinales (13.° al 16.° puesto) |       |          | Final 13.° puesto | Final 13.° puesto | Final 13.° puesto |  |
|  |                                   |                                   |                                   |       |          |                   |                   |                   |  |
|  |                                   |                                   |                                   |       |          |                   |                   |                   |  |
|  | Nordeste                          | Nordeste                          | 13                                |       |          |                   |                   |                   |  |
|  | Nordeste                          | Nordeste                          | 13                                |       |          |                   |                   |                   |  |
|  | Sur                               | Sur                               | 10                                |       |          |                   |                   |                   |  |
|  | Sur                               | Sur                               | 10                                |       | Nordeste | Nordeste          | 35                |                   |  |
|  |                                   |                                   |                                   |       | Nordeste | Nordeste          | 35                |                   |  |
|  |                                   |                                   | Oeste                             | Oeste | 10       |                   |                   |                   |  |
|  | Oeste                             | Oeste                             | Oeste                             | Oeste | 10       | 35                |                   |                   |  |
|  | Oeste                             | Oeste                             |                                   |       |          | 35                |                   |                   |  |
|  | Chubut                            | Chubut                            | 0                                 |       |          | Final Descenso    | Final Descenso    | Final Descenso    |  |
|  | Chubut                            | Chubut                            | 0                                 |       |          | Final Descenso    | Final Descenso    | Final Descenso    |  |
|  |                                   |                                   |                                   |       |          |                   |                   |                   |  |
|  |                                   |                                   |                                   |       |          | Sur               | Sur               | 26                |  |
|  |                                   |                                   |                                   |       |          | Sur               | Sur               | 26                |  |
|  |                                   |                                   |                                   |       |          | Chubut            | Chubut            | 41                |  |
|  |                                   |                                   |                                   |       |          | Chubut            | Chubut            | 41                |  |
|  |                                   |                                   |                                   |       |          |                   |                   |                   |  |

Semifinales (9.° al 12.° puesto)
| 3 de abril | Uruguay | 15 - 7  | Entre Ríos | CRAI, Santa Fe |  |
|            |         | Reporte |            |                |  |

| 3 de abril | San Juan | 17 - 17 | Santiago del Estero | CRAI, Santa Fe |  |
|            |          | Reporte |                     |                |  |

Semifinales (13.° al 16.° puesto)
| 3 de abril | Nordeste | 13 - 10 | Sur | CRAI, Santa Fe |  |
|            |          | Reporte |     |                |  |

| 3 de abril | Oeste | 35 - 0  | Chubut | CRAI, Santa Fe |  |
|            |       | Reporte |        |                |  |

Final Ascenso
| 6 de abril | Uruguay | 32 - 24 | San Juan | Santa Fe Rugby Club, Santa Fe |  |
|            |         | Reporte |          |                               |  |

Final 11.° puesto
| 6 de abril | Entre Ríos | 26 - 27 | Santiago del Estero | Santa Fe Rugby Club, Santa Fe |  |
|            |            | Reporte |                     |                               |  |

Final 13.° puesto
| 6 de abril | Nordeste | 35 - 10 | Oeste | Santa Fe Rugby Club, Santa Fe |  |
|            |          | Reporte |       |                               |  |

Final Descenso
| 6 de abril | Sur | 26 - 41 | Chubut | Santa Fe Rugby Club, Santa Fe |  |
|            |     | Reporte |        |                               |  |

| Bandera de Uruguay           |
| Uruguay Campeón Zona Ascenso |

## Zona Desarrollo (Select 12)
La Zona Desarrollo Select 12 fue ganada por la Unión Andina de Rugby, que derrotó en la final de la Copa de Oro al seleccionado juvenil de Chile y clasificó a la Zona Ascenso de la siguiente temporada.
| 1.°  | Andina           | 4 | 0 | 0 | 101 | 25  | +76  |
| 2.°  | Chile            | 3 | 0 | 1 | 44  | 27  | +17  |
| 3.°  | Austral          | 3 | 0 | 1 | 135 | 29  | +106 |
| 4.°  | Alto Valle       | 2 | 0 | 2 | 69  | 29  | +40  |
| 5.°  | Paraguay         | 3 | 0 | 1 | 85  | 25  | +60  |
| 6.°  | Lagos del Sur    | 2 | 0 | 2 | 109 | 39  | +70  |
| 7.°  | San Luis         | 2 | 0 | 2 | 29  | 70  | -41  |
| 8.°  | Formosa          | 1 | 0 | 3 | 6   | 51  | -45  |
| 9.°  | Misiones         | 2 | 0 | 2 | 80  | 31  | +49  |
| 10.° | Jujuy            | 1 | 0 | 3 | 29  | 159 | -130 |
| 11.° | Tierra del Fuego | 1 | 0 | 3 | 58  | 82  | -24  |
| 12.° | Santa Cruz       | 0 | 0 | 4 | 12  | 190 | -178 |

|  | Campeón Copa de Oro y asciende a Zona Ascenso de la siguiente temporada. |
|  | Campeón Copa de Plata.                                                   |
|  | Campeón Copa de Bronce.                                                  |

|                                  |
| Andina Campeón Select 12 Juvenil |
| Primer título                    |